# Vierde Geneefse Conventie
De Vierde Geneefse Conventie van 1949 (voluit Verdrag van Genève betreffende de bescherming van burgers in oorlogstijd afgekort GC IV) is het laatste van de vier Geneefse verdragen die in 1949 gesloten zijn. De officiële taalversies van het verdrag zijn Frans en Engels. De officiële Franse naam is Convention de Genève relative à la protection des personnes civiles en temps de guerre; de Engelse luidt Geneva convention relative to the protection of civilian persons in time of war.

## Achtergrond
De Vierde Conventie van Genève betreft de bescherming van burgers tijdens oorlogstijd in handen van een vijand of onder bezetting door een vreemde mogendheid. Dit dient men niet te verwarren met de Derde Geneefse Conventie, die handelt over de bescherming van krijgsgevangenen. De vierde conventie regelt niet alles met betrekking tot de bezetting van bezette gebieden, zo is het Haagse Reglement nog steeds het primaire verdrag dat betrekking heeft op het bestuur van bezette gebieden. Het vierde verdrag vervangt de bepalingen in het Haagse Reglement daarom niet, maar vult deze alleen aan. De vierde conventie werd gepubliceerd op 12 augustus 1949, op het einde van een bijeenkomst van 21 april tot 12 augustus 1949. Deze conventie trad in werking op 21 oktober 1950.

## Verdragsstaten
Sinds Zuid-Soedan en Palestina het verdrag van 1949 respectievelijk op 25 januari 2013 en 2 april 2014 ondertekenden, is de conventie thans door 196 landen geratificeerd.

## Bepalingen
Het verdrag slaat op alle personen die niet tot de strijdkrachten behoren, niet aan de vijandelijkheden deelnemen en in handen van de vijand of een bezetter terechtkomen
.
Ze moeten:
- Humaan behandeld en beschermd tegen geweld, intimidatie, belediging en publieke vertoning,
- Hun eer, familierechten, religie en gewoonten kunnen behouden,
- Speciale bescherming genieten in bijvoorbeeld beveiligde zones als ze gewond, ziek, oud, jonger dan vijftien jaar, zwanger of moeder van een kind(eren) jonger dan zeven jaar zijn,
- Persoonlijke correspondentie met familieleden kunnen voeren,
- Hun religie kunnen beoefenen met eigen priesters.

Wanneer vastgehouden hebben burgers dezelfde rechten als krijgsgevangenen.
Er moet getracht worden families bij elkaar te houden en op vraag kinderen
bij de ouders te plaatsen. Gewonden, zieken, verplegers en ziekentransporten
genieten extra bescherming, mogelijk onder Rode Kruis-embleem.
Ze mogen niet:
- Gediscrimineerd worden op basis van ras, religie of politieke overtuiging,
- Gedwongen worden informatie te geven,
- Als menselijk schild gebruikt worden,
- Gestraft worden voor iets waaraan ze niet persoonlijk schuldig zijn,
- Aangerand, verkracht of geprostitueerd worden (geldt voor allen, maar: "vrouwen moeten speciaal beschermd worden tegen" deze zaken (art. 27)).